# Hydrochorema crassicaudatum
Hydrochorema crassicaudatum är en nattsländeart som beskrevs av Tillyard 1924. Hydrochorema crassicaudatum ingår i släktet Hydrochorema och familjen Hydrobiosidae. Inga underarter finns listade i Catalogue of Life.